# Jacob Ploos van Amstel
Jacob Ploos van Amstel (Amsterdam, 27 april 1735 - aldaar, 22 juni 1784) was een Nederlandse arts, literator en drukker.
Hij was een telg van de Amsterdamse familie Ploos van Amstel en de zoon van de wijnhandelaar Jacob Ploos van Amstel (1693-1759) en diens vrouw Johanna Clementia Ploos van Amstel (sic!)(1698-1777). Hij was een jongere broer van de bekende kunstverzamelaar Cornelis Ploos van Amstel (1726-1798). Beide broers waren gehuwd met een dochter van de kunstschilder Cornelis Troost, Jacob sinds 1778 met de schilderes Sara Troost (1732-1803).
Vanaf 1752 studeerde hij medicijnen, eerst in Franeker, vanaf 1755 in Leiden, waar hij op 21 maart 1758 promoveerde. Het beroep van arts heeft hij vermoedelijk maar kort uitgeoefend.

## Drukker in Amsterdam
In 1763 zette hij met zijn moeder en tweede broer Adrianus (1729-1766) een lettergieterij op, waarvan hij in 1777 de enige vennoothouder werd. Zijn plan voor de publicatie over de geschiedenis van de boekdrukkunst werd na één aflevering gestaakt.
In 1766 verzorgde hij de druk van een handleiding voor de welsprekendheid, een door hem aangevulde vertaling van enige Franse verhandelingen. In 1770 publiceerde hij een becommentarieerde vertaling van een verhandeling van George Adams the Elder, instrumentmaker van de Engelse koning George III, over sterrenkunde. In 1773 bezorgde hij de waterstaatkundige aantekeningen van de burgemeester van Gorinchem, Martinus van Barnevelt, die hij de voorafgaande zomer in zijn woonplaats had opgezocht.

## Genootschapsleven
In 1765 richtte Ploos samen met zijn boer Cornelis het Amsterdamse genootschap Diligentiae Omnia op. In 1770 werd hij lid van het al sinds 1748 bestaande Amsterdamse genootschap Concordia et Libertate. Hij beëindigde toen zijn lidmaatschap van Diligentiae Omnia, maar hield er nadien nog wel een paar voordrachten, o.m. over de Romeinse dichter Horatius. Ook voor 'Concordia' hield hij een aantal lezingen, over zeer uiteenlopende thema's.
In 1772 was Ploos betrokken bij de omstreden oprichting van een door zijn broer Cornelis ontworpen en door stadsbeeldhouwer Anthonie Ziesenis uitgevoerd monument voor Vondel in de Nieuwe Kerk in Amsterdam, wat hij vervolgens in een rede tegen alle kritiek verdedigde.
Op 16 november 1773 bepleitte hij in een rede voor Concordia et Libertate, na een op de visite aan Van Barnevelt aansluitend bezoek begin 1772, de sloop van Slot Loevestein en de bouw van een enorm monument voor Hugo de Groot ter plaatse. Bij die gelegenheid presenteerde Ploos een naar ontwerp van de architect Jacob Otten Husly door een zekere Hendrik Voerman van papier-maché vervaardigd model. Dit toonde een klassieke rondtempel met achttien zuilen met door beeld van Minerva bekroonde koepel, dat een standbeeld van de rechtsgeleerde bevatte. In totaal zou de tempel 47 meter hoog moeten worden, terwijl op het voorterrein vier vierkante piramides zouden moeten komen.

## Geschriften
- J.Ploos van Amstel, Dissertatio anatomico-medica inauguralis, de Paronychia, quam adnuente deo ter. opt. max. (Leiden 1758).
- J.Ploos van Amstel, Aanleiding tot de uiterlyke welsprekendheid op den kansel, voor de Balie, in 't bijzonder leezen, doch voornaamlijk op het Tooneel (Amsterdam 1766).
- J.Ploos van Amstel, Gronden der starrenkunde, gelegd in het zonnestelzel bevatlijk gemaakt: in eene beschrijving van 't maaksel en gebruik der nieuwe hemel- en aard-globen (Amsterdam 1770).
- J.P.V.A.[=J.Ploos van Amstel], 'Redenvoering voor 't oprichten van een gedenkteeken aan Joost van den Vondel', in: Letteröefeningen van het Kunstgenootschap onder de zinspreuk: Diligentiae Omnia (Amsterdam 1774), p.1-50.
- J.Ploos van Amstel, Het uitmuntend karakter en de zonderlinge lotgevallen van Hugo de Groot, herdagt bij de beschouwing van het Slot Loevestein, in de Maand Julij 1772, en naderhant (voornaamlijk op den 22 Maart 1774) bij wijze van redenvoering voorgedraagen ter gelegenheid van het vertoonen van een papieren gedenkstuk (Amsterdam 1774; met licht gewijzigde titel herdrukt 1776). Herdrukt in: J.Bloemendal en H.K.Ploos van Amstel (red.), Een tempel voor Hugo de Groot. Een rede van Jacob Ploos van Amstel uit 1774 (Amersfoort 2010), p.9-47.